# Isla Grande (Nebraska)
La Isla Grande o Isla Grand (en inglés: Grand Island) es el nombre que recibe una isla larga y boscosa cerca de la localidad de Grand Island, en Nebraska en Estados Unidos. La isla era conocida por los comerciantes franceses como La Grande Isle. Grand Island, fue formada por el río Wood y un canal del río Platte . Era la ubicación original del pueblo de Grand Island, Nebraska, pero la ciudad fue más tarde trasladada al norte del río Wood. Los colonos que tenían la intención de crear un asentamiento allí llegaron el 4 de julio de 1857, y en septiembre se habían construido viviendas con madera local. La isla perdió su forma orinal porque  el río Wood ya no tiene conexión occidental al Platte.